# Erik Gunnar Asplund

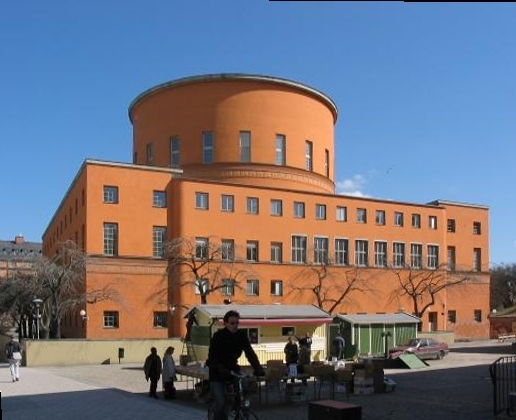
Biblioteca pública de Estocolmo.

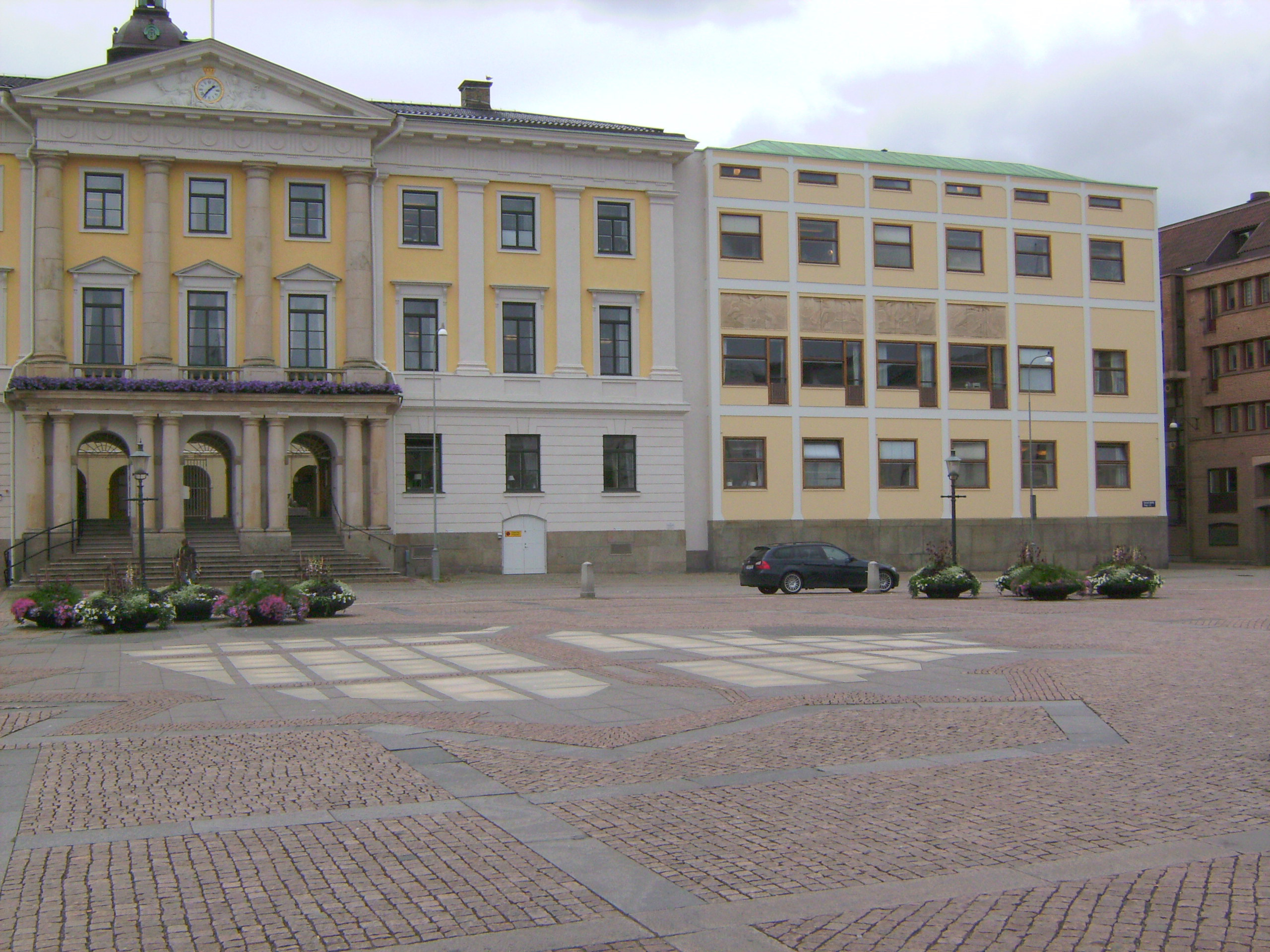
Fachada del Ayuntamiento de Gotemburgo.

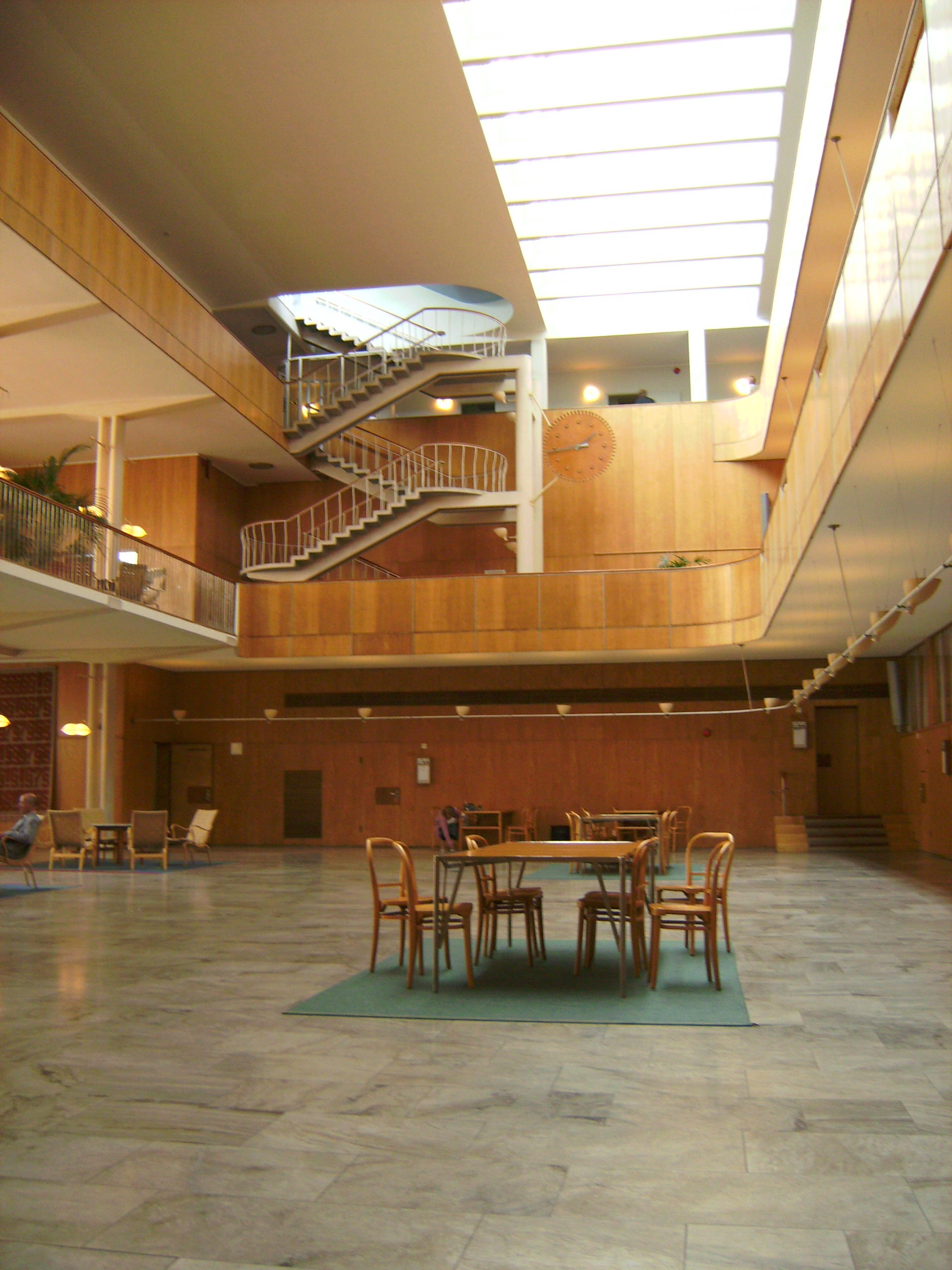
Interior del Ayuntamiento de Gotemburgo.

Erik Gunnar Asplund (Estocolmo, 22 de septiembre de 1885 – 20 de octubre de 1940) fue un arquitecto sueco, conocido por representar la arquitectura neoclásica sueca de los años 1920. 
Asplund se forma artísticamente en la escuela romántica sueca. Sus primeras obras siguen esta orientación, de la que se aleja paulatinamente para crear una versión modernizada y muy personal del neoclásico. En 1930 construye los pabellones de la Exposición Internacional de Estocolmo, completamente modernos. En aquel año la arquitectura moderna está representada principalmente por el racionalismo de Alemania, Holanda y Francia. Asplund adopta las formas de este movimiento, pero lo interpreta de una forma personal, más libre y espontánea, en una línea que puede considerarse de estilo orgánico. De 1934 a 1937 trabaja en la ampliación del Ayuntamiento de Gotemburgo, obra de gran interés porque resuelve el problema de yuxtaponer a un edificio antiguo una construcción completamente moderna. Esta última tiene, además, el carácter noble y representativo que exige su misión.
Sus obras más conocidas son la Biblioteca Pública de Estocolmo, modelo para muchas otras bibliotecas posteriores; y el Crematorio del Cementerio Sur de Estocolmo (Skogskyrkogården), en la que expresa la solemnidad y lirismo del edificio funerario con una gran sobriedad formal, diseñado junto con Sigurd Lewerentz, y que ha sido declarada por la Unesco como Patrimonio de la Humanidad.

## Exposiciones
- The Architecture of Gunnar Asplund, MoMA, Nueva York (1978)
- En chantier: The Collections of the CCA, 1989-1999, Centro canadiense de Arquitectura, Montreal (1999-2000)
- Architecture and Design Drawings: Inaugural Installation, MoMA, Nueva York (2004-2005)
- 75 Years of Architecture at MoMA, MoMA, Nueva York (2007-2008)
- In Situ: Architecture and Landscape, MoMA, Nueva York (2009-2010)